# Punta Cana
Koordinaten: 18° 38′ N, 68° 28′ W

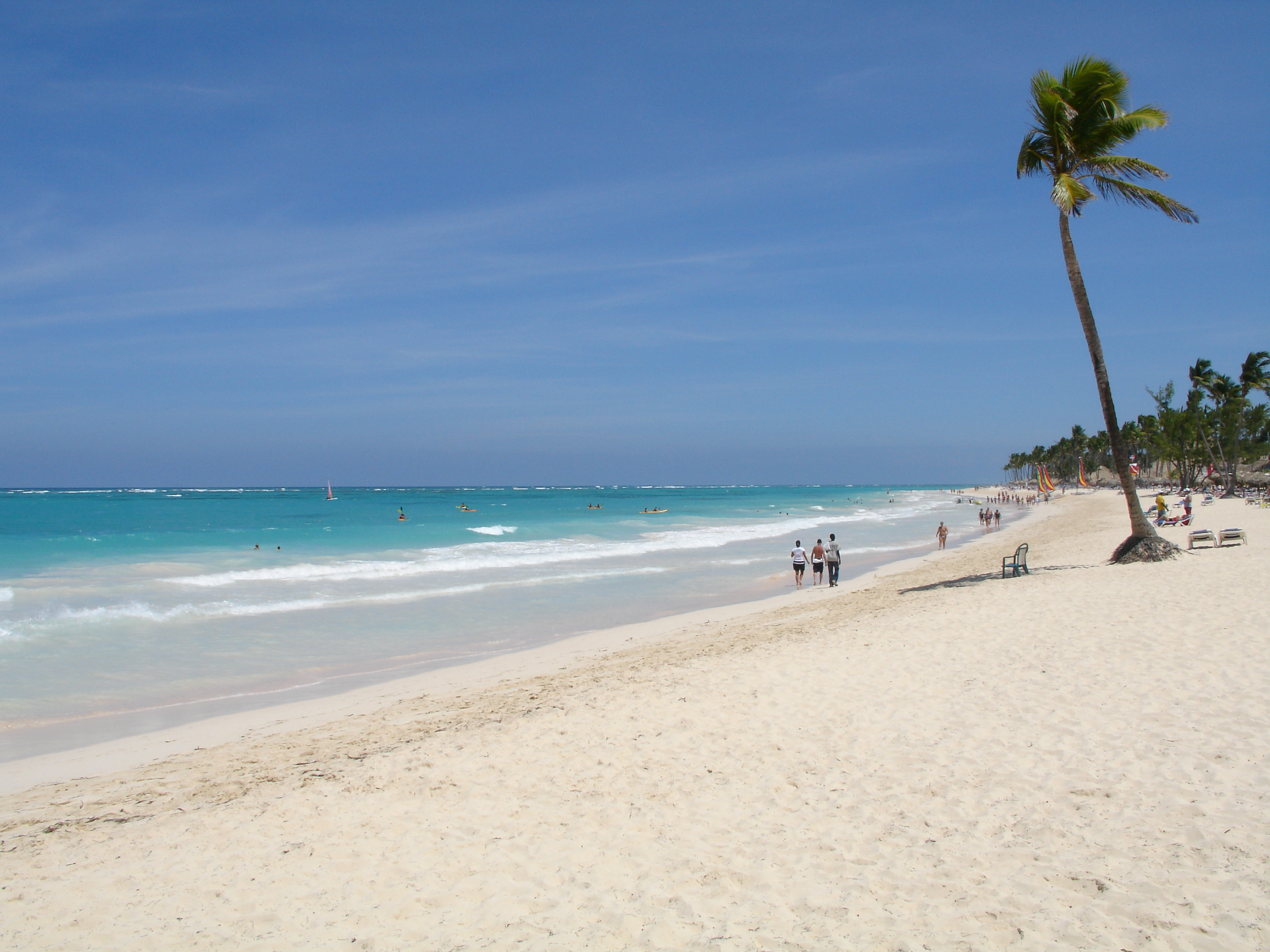
Playa Bavaro, Punta Cana

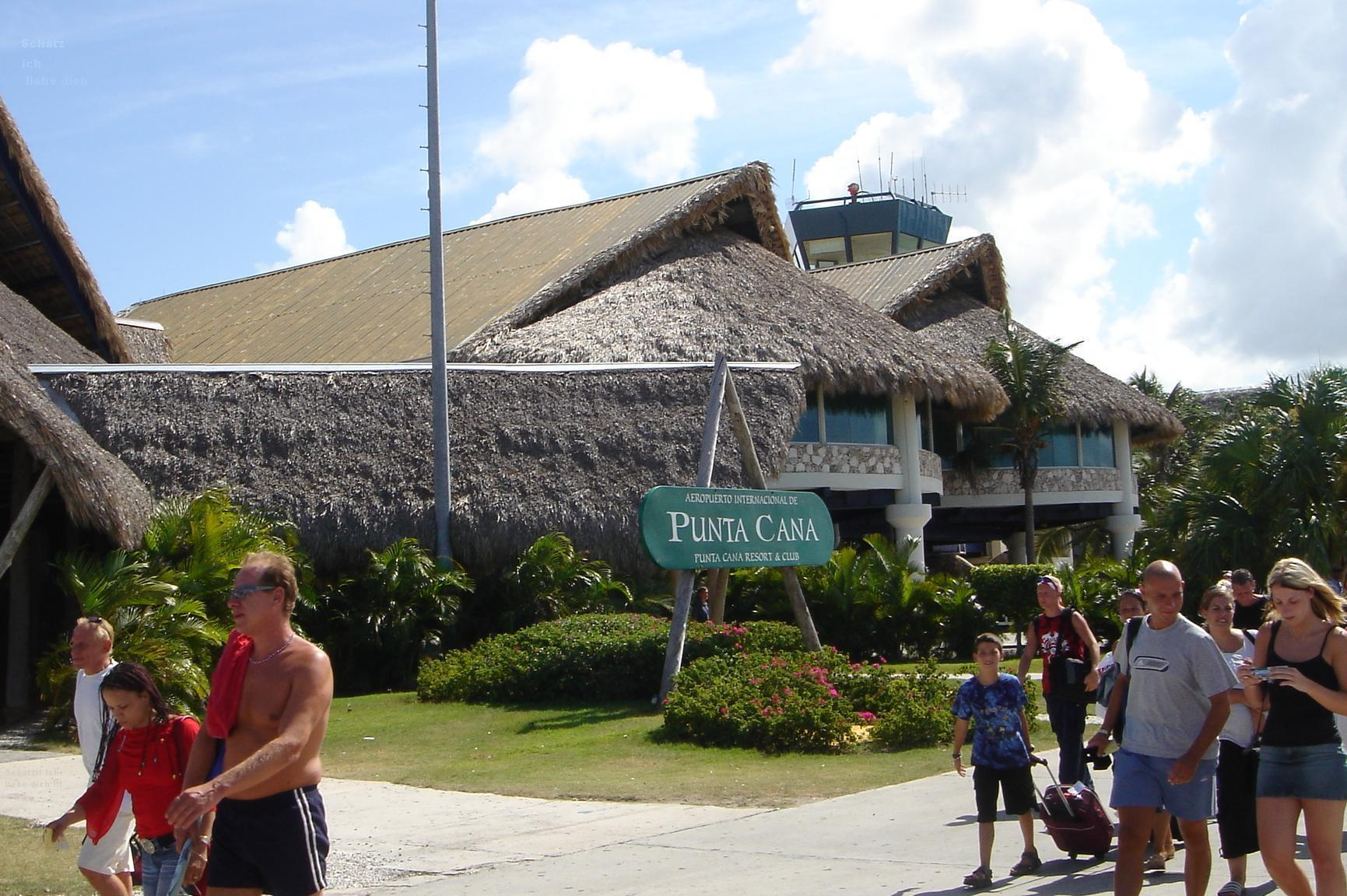
Der Flughafen von Punta Cana

Punta Cana ist ein vom Tourismus bestimmter Ort im Osten der Dominikanischen Republik im Bezirk Verón – Punta Cana (Distrito Municipal Verón Punta Cana) in der Provinz La Altagracia. Der Name leitet sich von der Landspitze am Ostende der Insel ab (span. Punta) und von den Cana-Palmen (Coccothrinax argentea), die dort wachsen.
Der Bezirk Verón – Punta Cana zählt 138.919 Einwohner (Stand 2022). Bedingt durch die touristische Entwicklung der Destination Punta Cana nahm die Bevölkerungszahl seit 2002 stark zu. So verzeichnete der Bezirk im Jahr 2002 noch 15.241 Einwohner, im Jahr 2010 bereits 43.982 Einwohner.
Punta Cana erstreckt sich über eine rund 48 Kilometer lange Küstenlinie mit feinem Sand und Kokospalmen. Neben klassischen Strandresorts bietet die Region ein breites touristisches Angebot für unterschiedliche Zielgruppen, darunter Familien, Paare und Golfreisende. Insgesamt befinden sich in der Region zehn Golfplätze, darunter international renommierte Anlagen wie der Corales Golf Course und der Punta Espada Golf Club.

## Tourismus
Die Südostküste der Dominikanischen Republik ist bekannt für ihre schönen Strände und ihr türkisblaues Meer. Als natürlicher Brandungsschutz fungiert an dieser Küste ein langgestrecktes Korallenriff. Insbesondere die fast 50 km lange Playa Bavaro, zu der auch die Playa de Arena Gorda gehört, ist ein Tourismushotspot. So haben viele Hotelketten hier große All-inclusive-Resorts errichtet, die meist gleich aus mehreren Hotels bestehen. 2021 gab es in Punta Cana über 50.000 Hotelzimmer. Damit entfallen mehr als 50 % der Hotelzimmer der Dominikanischen Republik auf die Destination Punta Cana. Punta Cana ist – im Gegensatz zu einigen anderen Landesteilen der Dominikanischen Republik, zumal in deren Westen – ganztägig mit elektrischem Strom und mit Wasser versorgt.
In der näheren Umgebung wurden in den vergangenen Jahren zwei Nationalparks eingerichtet: der Nationalpark von Punta Cana und die Insel Saona.
Berühmte Touristenattraktionen sind zum Beispiel Dolphin Explorer, der Bavaro Adventure Park, der Manatí Park oder die Blue Mall Punta Cana.
In Punta Cana gibt es einen gleichnamigen internationalen Flughafen, der sich im Privatbesitz befindet (IATA-Code: PUJ, ICAO-Code: MDPC).
Mit knapp 2,7 Millionen ausländischen Besuchern stand Punta Cana 2016 auf Platz 44 der meistbesuchten Städte weltweit und belegte den dritten Platz in Lateinamerika. Touristen brachten im selben Jahr Einnahmen von knapp 3 Milliarden US-Dollar. Die meisten ausländischen Besucher kamen aus den USA.

## Klimatabelle
Das Klima ist tropisch mit ganzjährigen Temperaturen um die 25 bis 35 °C.
|                       | Jan  | Feb  | Mär  | Apr  | Mai  | Jun  | Jul  | Aug  | Sep  | Okt  | Nov  | Dez  |   |      |
| Mittl. Tagesmax. (°C) | 27,7 | 27,6 | 28,1 | 28,7 | 29,6 | 30,3 | 30,5 | 30,7 | 30,9 | 30,5 | 29,4 | 28,1 | ⌀ | 29,3 |
| Mittl. Tagesmin. (°C) | 21,9 | 21,8 | 22,0 | 22,5 | 23,2 | 24,1 | 24,6 | 24,8 | 24,4 | 23,6 | 23,2 | 22,3 | ⌀ | 23,2 |
|                       |      |      |      |      |      |      |      |      |      |      |      |      |   |      |
| Niederschlag (mm)     | 66   | 54   | 54   | 69   | 124  | 104  | 78   | 103  | 102  | 152  | 117  | 79   | Σ | 1102 |
|                       |      |      |      |      |      |      |      |      |      |      |      |      |   |      |
| Sonnenstunden (h/d)   | 8,3  | 8,6  | 9,0  | 8,8  | 8,1  | 8,5  | 8,7  | 8,7  | 8,2  | 7,8  | 7,9  | 7,5  | ⌀ | 8,3  |
|                       |      |      |      |      |      |      |      |      |      |      |      |      |   |      |
| Regentage (d)         | 9    | 7    | 7    | 6    | 10   | 9    | 9    | 10   | 10   | 11   | 11   | 11   | Σ | 110  |
|                       |      |      |      |      |      |      |      |      |      |      |      |      |   |      |
| Wassertemperatur (°C) | 26   | 26   | 26   | 27   | 28   | 28   | 28   | 28   | 29   | 29   | 28   | 27   | ⌀ | 27,5 |
|                       |      |      |      |      |      |      |      |      |      |      |      |      |   |      |
| Luftfeuchtigkeit (%)  | 83   | 81   | 81   | 82   | 83   | 82   | 82   | 83   | 83   | 83   | 82   | 83   | ⌀ | 82,3 |

| 21,9 |

| 21,8 |

| 22,0 |

| 22,5 |

| 23,2 |

| 24,1 |

| 24,6 |

| 24,8 |

| 24,4 |

| 23,6 |

| 23,2 |

| 22,3 |

| 21,9 |

| 21,8 |

| 22,0 |

| 22,5 |

| 23,2 |

| 24,1 |

| 24,6 |

| 24,8 |

| 24,4 |

| 23,6 |

| 23,2 |

| 22,3 |